# Universitas Studii Coloniensis

Siegel der Kölner Universität, 1392–1798

Die Universitas Studii (sancte civitatis) Coloniensis war die Alte Universität Köln, die 1388 durch die Patrizier im Rat der Stadt Köln gegründet worden war. Sie bestand bis 1798, als sie während der Franzosenzeit aufgelöst wurde. Die heutige, 1919 gegründete Universität zu Köln sieht sich in der Tradition dieser mittelalterlichen Hochschule.

## Vorgängereinrichtungen
Köln war im Mittelalter die zweitgrößte Stadt im Heiligen Römischen Reich mit etwa 40.000 Einwohnern. Dazu war sie die bedeutendste Wallfahrtsstadt, seit Rainald von Dassel 1164 die Reliquien der Heiligen drei Könige nach Köln gebracht hatte. Im Heiligen Köln gab es seit mindestens 850 eine Domschule und ab dem 13. Jahrhundert Generalstudien bei den geistlichen Bettelorden der Franziskaner (seit 1260), Karmeliter im Kölner Karmel (seit 1294) und Augustiner (seit 1290). Das bekannteste studium generale war das der Dominikaner, gegründet 1248 von Albertus Magnus. Als die Universität gegründet wurde, übernahm sie keine Dozenten von diesen Ordensbildungsstätten, außer den Magister Konrad von Brydschede (Breidscheid), Kanoniker am Stift St. Gereon und später einer der ersten namentlich bekannten Professoren an der Montanerburse, der sich am Tage der Gründung immatrikulierte. Diese kirchlichen Studien blieben weiterhin bestehen, und man kooperierte miteinander. Die Rektorswahlen fanden vierteljährlich reihum in den Generalstudien statt, und die Regentes wurden
später auch zu Professoren der Universität berufen.

## Gründung

Sonderbriefmarke „600 Jahre Kölner Universität“ der Deutschen Bundespost von 1988

Die Universität zu Köln wurde am 21. Mai 1388 als vierte Universität im Heiligen Römischen Reich nach der Universität Prag (1348), der Universität Wien (1365) und der Universität Heidelberg (1386) gegründet. Die Initiative dazu ging nicht wie sonst üblich vom Kaiser oder einem Fürsten aus, sondern vom Rat der Freien Reichsstadt Köln, die auch die Kosten übernahm. Von Seiten der Stadt waren bei den Gründungsverhandlungen mit Papst Urban VI. der Magister der Theologie, Professor am Generalstudium der Dominikaner, Alexander von Kempen, und der Rechtsberater der Stadt und Propst an St. Georg, Hermann Stakkelwege beteiligt, der dann auch gleich 1389 in die Juristische Fakultät eintrat und im Sommer 1392 Rektor war. Die Gründungsurkunde wurde von Papst Urban VI. in Perugia unterzeichnet. Am 6. Januar 1389, Epiphanias, dem Tag der Kölner Stadtpatrone, wurden die Vorlesungen von den anfänglich bereits 20 Professoren aufgenommen. Gründungsrektor war Hartlevus de Marca, der die Lehre mit einer Disputation nach dem Vorbild der Sorbonne mit dem Theologieprofessor Gerhard Kikpot von Kalkar über Jesaja 60,1 („die Herrlichkeit des Herrn ging strahlend auf über dir“) eröffnete. Am folgenden Tag (vermutlich weil an Epiphanias der Dom nicht zur Verfügung stand) wurde im Dom eine Messe gelesen.
Die Universität richtete sich am angesehensten Vorbild aus, der Universität von Paris, von der etwa drei Viertel der Professoren kamen, weil sich ihre Hochschule auf Betreiben des französischen Königs Karl VI. für den Gegenpapst Clemens VII. entschieden hatte, ein weiterer Teil war aus Heidelberg wegen der Pest nach Köln geflohen. Sie unterschied sich aber von Paris, Wien und Heidelberg insofern, als sie von Beginn an neben Kirchenrecht als erste Universität im Reich auch Kaiserrecht (Römisches Recht) lehrte. Sie gehörte von Anfang an mit 700 Immatrikulierten (später etwa 1000) zu den größten Universitäten Europas. Die Lingua franca an den Universitäten war überall Latein oder besser das Kirchenlatein, weshalb die Scholaren aus ganz Europa kamen. 1389 kamen allein aus der Prager Karlsuniversität 35 Personen, vorwiegend Baccalaurei und Magistri an die neue Universität.  Die Stadt finanzierte zunächst neun, später zwölf professores publici et ordinarii: Vier Theologen, drei Kanonisten, drei Mediziner und zwei Legisten (die Römisches Recht/Kaiserrecht lehrten). Weitere Professuren wurden durch Pfründen finanziert. So lehrten bereits im ersten Jahr insgesamt nicht weniger als sieben Professoren des Kaiserrechts an der Hochschule, wovon zwei Professoren beider Rechte. Insgesamt vier lehrten Kanonisches Recht. An zehn der großen Kölner Stiftskirchen und am Kölner Dom war zur Finanzierung dieser zusätzlichen Professuren für die Universität ein Kanonikat vorbehalten. 1437 kamen noch einmal je 11 an diesen Kirchen dazu. Neben der Finanzierung war dadurch auch die geistliche Verbindung zur Kirche gewährleistet. Zudem war das Recht, Prüfungen abzunehmen und Kandidaten zu promovieren, dem Erzbischof und Kurfürsten von Köln (bei der Gründung Friedrich III. von Saarwerden, der der Stadt durchaus distanziert gegenüberstand) gewährt, der damit den Dompropst beauftragte, welcher so zum Kanzler der Hochschule wurde. Der Vizekanzler, ein wiederum von diesem beauftragter Professor der Universität, führte die Geschäfte; ein weitgehend identisches Konstrukt gibt es heute noch bei den traditionellen Hochschulen des vormals britischen Commonwealth. Die Hochschule besaß kurz nach ihrem Anfang alle vier damals üblichen Fakultäten: Theologie, Juristerei (utrumque jus alle beide Rechte’), Medizin und die jüngeren sieben „Artes“, welche im Trivium (Grammatik, Logik, Rhetorik) zusammen mit dem Quadrivium (Arithmetik, Astronomie, Geometrie, Musik) bestanden und später kollektiv als philosophische Fakultät bezeichnet wurden.
Gründungsmitglieder waren 1388/89 21 Magistri; von den 609 Studenten waren in den höheren Fakultäten 108 Theologen, 166 Juristen und acht Mediziner.

## Studium und Lehre

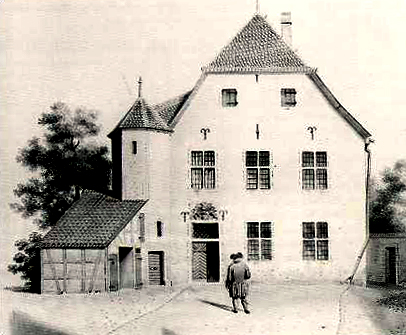
Die Kronenburse, ehemalige Rechtschule, um 1840

Hauptsächlich kamen die Studenten aus den rheinischen, westfälischen und niederländischen Territorien, aber auch aus Skandinavien und Schottland. So kamen allein zwischen 1419 und 1523 434 Schotten nach Köln. Ein Drittel galt als arm und wurde aus Stiftungen und mit Nebenverdiensten ernährt. In den Jahren zwischen 1441 und 1500 wurden jährlich rund 450 Studenten immatrikuliert. Die Hochschule hatte ihre Lehrgebäude und Bursen in der Stadt verteilt in einem Areal um den Dom und um die heutige Straße An der Rechtschule (siehe dort). Ein großer Teil des Unterrichts fand dabei in Gebäuden der vier Bettelorden statt. Viele Studenten lebten auch in diesen Bursen, auf die im 15. Jahrhundert auch der für alle verbindliche vorbereitende Unterricht der artistischen Fakultät überging. Kleinere Bursen hielten sich nicht lange. 1524 gab es noch die Kronenburse (Tricoronatum) benannt nach dem Kölner Wappen auf dem dann städtischen Gebäude, das vor allem den Juristen diente, die Laurentiana, zuerst an der heutigen Komödienstraße und später An der Rechtschule gelegen, sowie die Montanerburse an den Straßen Unter Sachsenhausen, Enggasse und Stolkgasse, beide benannt nach ihren Gründern oder Hauptförderern. Das Studentenleben spielte sich in den Bursen ab. Der Doktorausritt nach der Promotion zum Beispiel war ein teures Fest, das aber zugleich viel Reputation gewährte. Neben den Bursen gab es noch Kollegien anderer Orden, so das 1615 gegründete Collegium Norbertinum der Prämonstratenser in deren Steinfelder Hof an St. Gereon.

### Immatrikulationsgebühren
Es gab keinen einheitlichen Studienbeginn. Fahrende Scholaren wurden bei ihrer Ankunft, oft auch erst einige Zeit danach, vom Rektor eingeschrieben. Es waren dazu 6 Albus fällig und ein Albus für den Pedell. Auch die Magister und Doktoren mussten sich einschreiben. Armen und besonders berühmten Einzuschreibenden konnte der Rektor die Gebühr erlassen. Damit viele der Professoren Zugang zu diesen Einnahmen hatten, wechselte das Rektorat vierteljährlich. Dabei konnte natürlich ein Rektor auch wiedergewählt werden.

### Artistenfakultät
Alle Studenten mussten zuerst die Artistenfakultät durchlaufen, bevor sie eventuell zu den höheren Studien zugelassen wurden.
Die Fakultät nutzte den Versėlenkonvent an der Stolkgasse gegenüber dem Dominikanerkloster, den die Stadt im Jahr 1398 von den Beginen erworben hatte. Es war für die Zwecke der Artistenfakultät umgebaut und mehrfach erweitert worden. Von 1411 bis 1416 besaß die Fakultät auch den Hof Riehl auf der Marzellenstraße.

### Theologische Fakultät

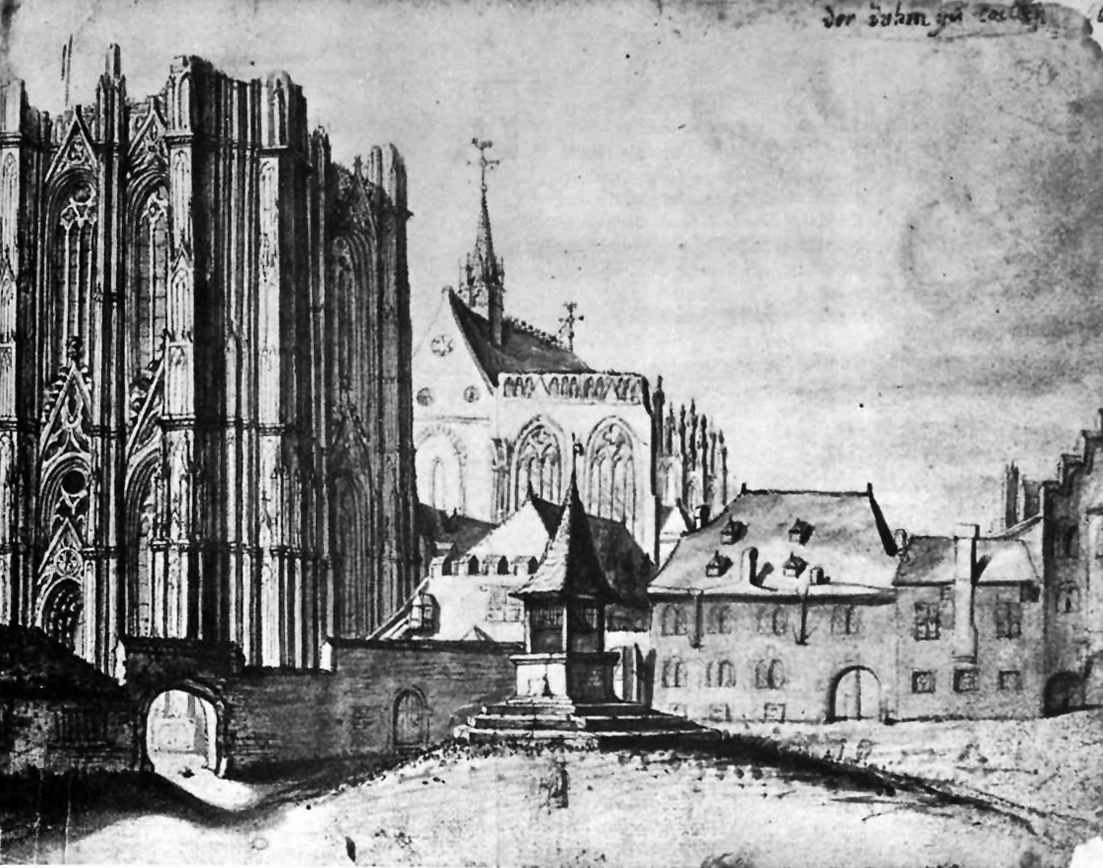
Kölner Dom und Aula theologica um 1665

Die theologische Fakultät gehörte zu den angesehensten Einrichtungen unter den Fakultäten. Sie nutzte das Kapitelhaus des Domkapitels. Später stellte das Domkapitel der Fakultät Räume hinter dem Domumgang als Theologenschule zur Verfügung. 1523 entstand dann, unter Zustimmung des Rates, ein Neubau neben dem Südturm des Domes am Domkloster, der die bisherigen Räume ersetze. Nach der Zeichnung von Justus Finkenbaum war es ein zweigeschossiges zinnenbekröntes Gebäude, welches wiederum in den Jahren 1748/50 einem Neubau weichen musste. Dies neue Bauwerk zierte ein breiter Volutengiebel, in den ein Relief eingearbeitet worden war, das den Sieg der katholischen Kirche über die Irrlehren versinnbildlichen sollte. 1785 wurde das Relief aus Furcht vor einem Einrücken protestantischer Truppen abgeschlagen. Noch 1779 wurde im Kölner Adressbuch die „Aula theologorum“ als die „hohe Schule“ bezeichnet. Nach der französischen Besetzung der Stadt wurde das Gebäude zum Sitz des republikanischen Klubs. Danach diente es als „Lyversbergisches“ Lagerhaus und wurde als solches 1844 abgebrochen.
Die Fakultät soll jedoch nie Eigentümer des Gebäudes gewesen sein.

### Juristische Fakultät

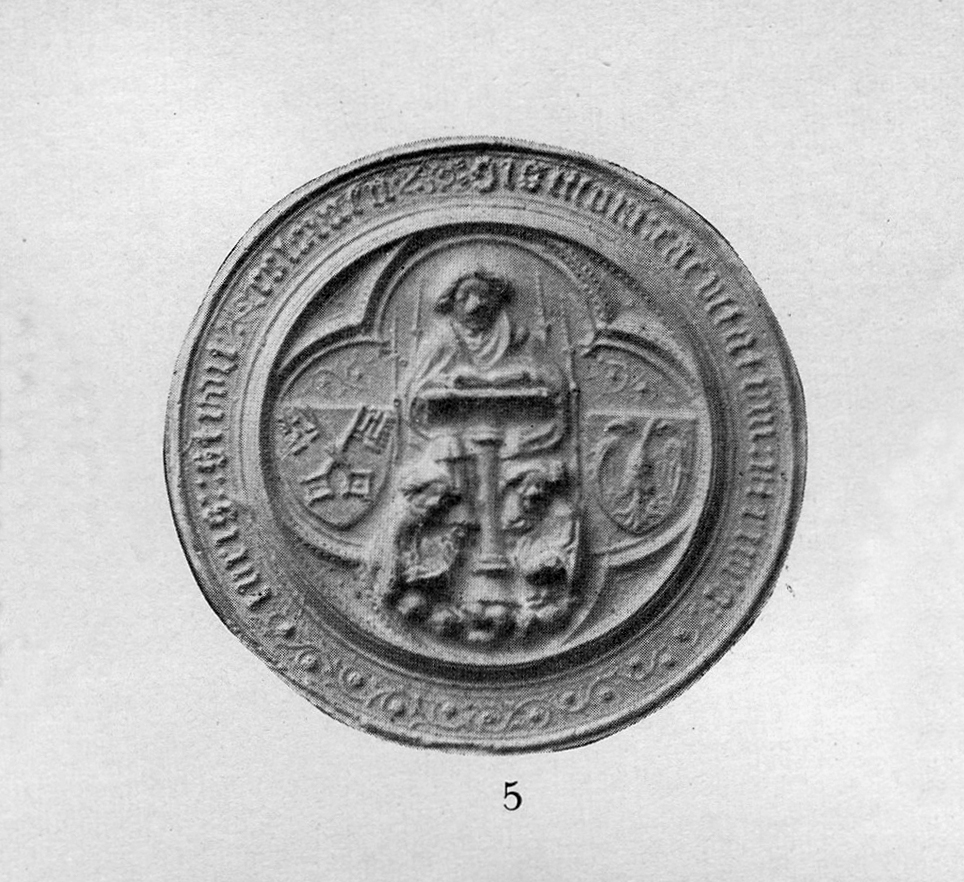
Siegel der Juristischen Fakultät von 1393

Die Juristenfakultät nutzte ursprünglich am Waidmarkt eine Unterrichtsstätte. Sie gelangte dann 1433 infolge einer Kollegstiftung eines Dr. Johann Vorburg in den Besitz des Hauses „Vrechen“, welches dann nach der Fakultät die Rechtschule genannt wurde. Nach dieser erhielt dann auch die hinter dem Kloster der Minderbrüder entlang führende Vogelstraße, die „platea vogelonis“, den noch heute verwendeten Namen An der Rechtschule. Eine Erweiterung der Juristenfakultät ergab sich 1477 durch das Vermächtnis eines Dr. „Loppo von Zieriksen“, der der Fakultät das Haus „Spänheim“ auf der in der Nähe gelegenen Straße Burgmauer vererbte.
Die Vorderseite des Hinterhofgebäudes wurde um 1621 als dreiachsiger Giebelbau neu erbaut und erhielt einen achtseitigen Treppenturm. In diesem Gebäude fand das Kolleg „D(T)werch“, die so genannte „Kronenburse“ ihren Platz, die ihren Namen nach dem über der Tür angebrachten Stadtwappen erhielt. Im Jahr 1681 vereinbarte die Stadt mit dem Regens der Burse Mappipius eine Sanierung des Bauwerkes und im Jahr 1686 sollten vier Fenster des Gebäudes eine Verglasung mit eingearbeiteten Wappen der Stadt erhalten.

#### Aufhebung und private Nutzung
Die Nutzung als Fakultätsgebäude fand mit der französischen Besetzung der Stadt ihr Ende. Im 19. Jahrhundert wurde in ihm eine Taubstummenanstalt eingerichtet (möglicherweise die erste Schule Johann Joseph Gronewalds). 1888 diente das Gebäude als Kunstgewerbemuseum; es wurde 1902 abgebrochen, da auf dem Gelände eine Schule gebaut werden sollte.

#### Siegel
Das Rundsiegel hat einen Durchmesser von 52 mm und wird wegen seiner technischen und künstlerischen Gestaltung als herausragend unter den erhaltenen Siegeln der Kölner Universität bezeichnet. Seine Mitte wird durch einen erhöhten Rand sowie in diesem durch einen gotischen Vierpass hervorgehoben. Das Siegel aus dem Jahre 1393 enthält als Darstellung des Unterrichts eine Lehrszene, in der ein Professor auf einem erhöhten mit vier Fialen verzierten gotischen Sessel sitzt, der sich hinter einem auf einer Säule ruhenden Lesepult befindet. Der Gelehrte ist mit einem weiten Talar bekleidet, trägt jedoch kein Birett und seine Haltung ist nach vorne ausgerichtet. Zwei zu seinen Füßen sich gegenübersitzende Schüler haben jeweils ein aufgeschlagenes Buch auf ihren Knien liegen. Am inneren Rand des Vierpasses sind als Symbol links zwei Schlüssel für das Kanonische und rechts der Doppeladler für das Kaiserrecht abgebildet. Die durch Ranken unterbrochene Umschrift in deutschen Minuskeln lautet: sigillum facultatum utriusq[ue] iuris studii colon[iensis].

### Medizinische Fakultät
Der kleinen Fakultät der Mediziner stand vorerst nur eine Mitbenutzung der Räume der Artistenschule zur Verfügung. Nach der Gründung der Universität erscheint als Professor und Kanoniker am Stift St. Gereon der Mediziner Wolbero de Kaldenhoyven aus Geseke, der auch Schultetinck genannt wurde. Er war 1389 in Köln immatrikuliert worden und war 1398 Dekan der medizinischen Fakultät sowie viermal Rektor (34. 1379, 50. 1401 und 74./75. bis 24. Dezember 1407.) Im Jahr 1408 wurden für ihn die Exequien gehalten.  Es gab 1555 einen Garten für Heilkräuter, ein Theatrum anatomicum wurde aber erst 1715 eingerichtet.

#### Anatomie
Durch die medizinische Fakultät der alten Universität soll bereits im Jahr 1480 eine erste Anatomie zur Vertiefung medizinischer Lehre durchgeführt worden sein, ohne dass jedoch eine örtliche Angabe zu einer solchen Einrichtung angegeben wurde. Die Schwierigkeiten der Professoren, dieses Fach ungestört lehren zu können, waren vielfältig und zeigten sich über lange Zeit vor allem in der fehlenden Verfügbarkeit einer entsprechenden Räumlichkeit. Nach verschiedenen Provisorien in den kleinen Hospitälern nahm sich der Rat der Stadt unter dem Bürgermeister Andreas von Weidenfeld dieser Problematik an und beschloss am Anfang des 18. Jahrhunderts einen für diese Zwecke geeigneten Bau zu errichten. Im Jahr 1715 beauftragte er die Mittwochsrentkammer am Kornhaus nahe der Heiligkreuzkapelle ein Theatrum anatomicum zu erbauen. Die Einrichtung wurde ab 1722 als Anatomieschule in Betrieb genommen und wurde 1737, nachdem zwei Jahre keine Anatomie stattgefunden hatte, der Aufsicht des Professors Johann Peter Engels unterstellt, der dort auch die Vorlesungen wieder aufnahm. Ab 1754 fanden in der Anatomie auch Ausbildungen für den Beruf der Hebamme statt.
Während des Siebenjährigen Krieges und der damit verbundenen Besetzung der Stadt durch die Franzosen traten neue Schwierigkeiten auf. Der Dekan Dr. Menn wehrte sich erfolgreich gegen das Ansinnen des Kriegskommissars Raudin, der schon die Räume der Artistenschule vereinnahmt hatte, auch die Anatomie zu beschlagnahmen.
Zwanzig Jahre nach diesen Ereignissen (1774) erhielten die Chirurgen des Instituts die Erlaubnis zur Einrichtung eines Instrumentenkabinetts. Kurz danach wurden die städtischen Turmmeister beauftragt, eine Provisionalverordnung für die Einrichtung zu verfassen, die dann im Anatomiehaus anzubringen sei. Nach dieser war beispielsweise ein selbstständiger Zutritt nur den Studenten gestattet, die bereits fünf anatomische Kurse besucht hatten und außerdem eine Erlaubnis ihres Professors vorweisen konnten.
Die Dürftigkeit der Gesamteinrichtung zeigt eine Liste aus dem Jahr 1787, in der das Inventar des Hörsaales und des Anatomiesaales sowie die Gegenstände der im Hause vorhandenen Küche und des Schlafzimmers des „Bedells“ verzeichnet waren. Eine der letzten Nachrichten über das Anatomiegebäude ist eine 1789 an die Rentkammer geschickte Abrechnung des Professors der Chirurgie, Lic. Josef Bracht, der bis zu diesem Zeitpunkt noch die Aufsicht führte. 1790 hatte das Gebäude einen Schätzwert von 1000 bis 1500 Franken.

### Rechtsverhältnisse
Die Mitglieder der Universität waren – anders als alle anderen Kölner – keinem Gaffelzwang unterworfen (Zunftzwang). Sie hatten auch ihre eigene Gerichtsbarkeit.

## Hauptsiegel
Das Siegel stammt aus dem Jahre 1392. Unter einem gotischen Baldachin aus drei Arkaden ist die Anbetung der Heiligen drei Könige, der Kölner Stadtpatrone unter dem Stern von Betlehem dargestellt vor Maria mit dem Jesuskind, die ihrerseits als Sedes sapientiae, als Symbol für die Universität, dargestellt ist. Unter dem Bild sind auf einem Schildhaupt die drei Kronen (der drei Könige) des Kölner Stadtwappens aufgeführt. Die Umschrift ist: s[igillum] universitatis studii s[an]c[ta]e civitatis coloniensis. Das heute noch vorhandene gotische Siegel, wohl das Werk eines Kölner Goldschmiedemeisters, zeigt eine schlechte technische Ausführung. Ein mangelhafter Guss führte zur Wölbung auf der Rückseite und ausgebesserten Fehlstellen. Auch die künstlerische und anatomische Darstellung der Figuren ist fehlerhaft. Aus dem Mittelalter ist keine Urkunde mit Siegel erhalten. Dennoch konnte 1997, nachdem ein mittelalterlicher Abdruck des Siegels erworben werden konnte, mit dessen Hilfe die Echtheit des Siegels nachgewiesen werden.

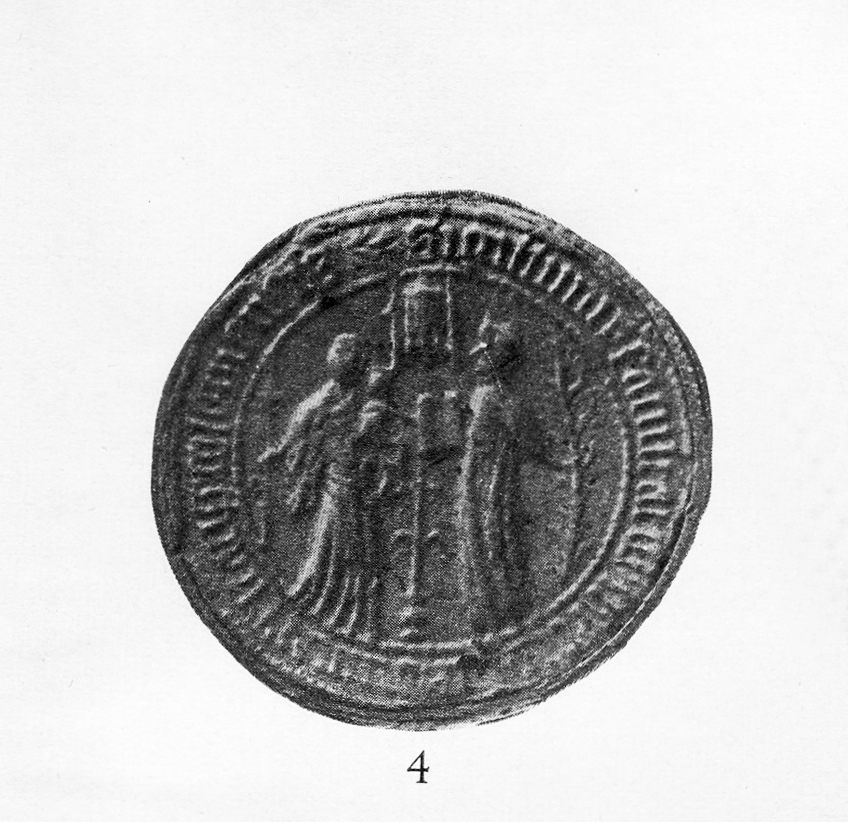
Siegel der Theologischen Fakultät von 1393

## Köln und der Humanismus
Zeitströmungen wirkten sich immer auf die Zustände in der Hochschule aus, besonders hervorzuheben sind die geisteswissenschaftlichen Strömungen der frühen Neuzeit. Sie führten schließlich zum Niedergang der Universität, da sie sich als treue Tochter der Kirche häufig dem Zeitgeist widersetzte. Auch mussten Professoren, die dem Luthertum nahestanden, die Universität verlassen. Die juristische Fakultät hat 1519 als erste Luthers Schriften verurteilt und die Bannandrohungsbulle von Papst Leo X. im Folgejahr bezog sich ausdrücklich auf dieses Urteil.

## Ende der Universität
Am 28. April 1798 wurde die Universität von den 1794 in Köln eingerückten Franzosen wie schon 1793 die Universitäten in Frankreich und die Universität Mainz mit der Umwandlung in eine Zentralschule für das Département de la Roer, genannt „Université de Cologne“, geschlossen, auch weil sich die Kölner Professorenschaft (allen voran ihr letzter Rektor Ferdinand Franz Wallraf) zunächst weigerte, einen Eid auf die französische Republik und gegen die Herrschaft der Könige zu leisten, unter der Begründung, dass die Unabhängigkeit der Universität gewahrt werden müsse und Professoren keine Verwaltungsbeamten seien. Ferdinand Franz Wallraf wurde dann doch 1799 Lehrer der Zentralschule, nachdem er am 21. Januar des Jahres den Eid geleistet hatte. Er hat für Köln als Retter vieler Kunstwerke Bedeutung und konnte auch das Universitätssiegel vor den Franzosen verstecken. Seine Kunstsammlung gehört heute zum Wallraf-Richartz-Museum & Fondation Corboud. Das Erbe der alten Universität, so auch das alte Siegel, gehört zum Historischen Archiv der Stadt Köln. Ein Teil wird auch in den historischen Sammlungen des Kölner Gymnasial- und Stiftungsfonds verwahrt, der, unter Napoléon gegründet, auch noch das Erbe der Kölner Bursen und der diesen nachfolgenden Gymnasien verwaltet. Bedeutende Stücke sind auch als Leihgaben im Kölnischen Stadtmuseum. Die alte Universität hatte keine Bibliothek. Die Universitäts- und Stadtbibliothek hat in ihren Historischen Sammlungen aber die zusammengeführten Bibliotheken der drei Kölner Bursen/Gymnasien, insbesondere die des Jesuitenkollegs. Die umfangreiche Bibliothek des letzten Rektors Wallraf, die dieser der Stadt vermacht hatte, gehört heute ebenso zu diesen historischen Sammlungen.

## Neue Universität
Die Kölner hofften nach den Befreiungskriegen vergeblich, ihre Hochschule wieder eröffnen zu können. Der Preußische Staat bevorzugte das kleinere Bonn. Erst 1901 konnte wiederum die Stadt die Handelshochschule Köln am Hansaring (heute Hansagymnasium) errichten, die dann unter Konrad Adenauer 1919 mit in die neu oder wieder begründete städtische Universität zu Köln einging. Die Hochschule bekam ihr erstes eigenes Gebäude (1907–1934) in der Claudiusstraße, in dem heute die Fachhochschule Köln untergebracht ist. Das Gebäude wird heute als Alte Universität bezeichnet. Die Universität sieht sich in der Tradition der alten Universitas, 1988 wurde die 600-Jahr-Feier begangen.

## Bekannte Professoren
- Hartlevus de Marca, Professor für Kanonisches Recht und Gründungsrektor
- Gerhard Kikpot von Kalkar, Theologe, Studium und Professuren an der Sorbonne, in Prag und Wien, seit Gründung der Universität in Köln
- Hermann Stakkelwege, Professor beider Rechte, seit 1389 Professor in Köln
- Simon von Speyer, ab 1388 Theologe, zuvor Regens der Generalstudien der Karmeliter in Köln, später auch Weihbischof
- Amplonius Rating de Berka, nach Studien der Medizin in Prag, Köln und Erfurt, dort Promotion, Professur und zweiter Rektor, spätestens 1399 bis mindestens 1414 Professor in Köln, Rektor Juni bis Dezember 1399 (2 Quartale), nochmals in Köln 1423 bis 1435, Stifter der Bibliotheca Amploniana für Erfurt
- Heinrich von Gorkum (auch Henricus de Gorrichem), kam 1419 als Lic. theol. von der Sorbonne, wurde ein Jahr später Rektor, gründete die spätere Montanerburse, 1424 Vizekanzler bis zu seinem Tod 1431, war Verfasser vieler theol. Schriften
- Heymericus de Campo, hatte in Paris studiert, dann 1423 in Köln, wo er an der Laurentiana Philosophie als Anhänger von Albertus Magnus lehrte und Theologie studierte und 1428 Magister der Theologie wurde. Der Theologieprofessor und Rektor (1432) vertrat die Universität auf dem Konzil von Basel zog aber danach an die neu eingerichtete Theologische Fakultät der Universität Löwen, wo er sechsmal Rektor war, Freund von Cusanus.
- Nikolaus von Kues 1425 Professor für Kanonisches Recht
- Jakob von Soest, Theologieprofessor seit 1405 bis 1422, Dekan 1407 bis 17
- Gottfried de Hegghe, 1402 Immatrikulation, 1410 Professor der Artistenfakultät, Regens der Cornelianerburse bis 1420, 1413/14 Rektor, 1416 Dekan, Teilnehmer am Konzil zu Konstanz
- Johannes Bonrade, 1446 bis 1448, Professor der Rechte
- Heinrich von Rübenach, Theologieprofessor 1455 bis 1486, Dekan 1484, Kölner und Mainzer Weihbischof
- Liborius Meyer, 1476/1477 Professor der Rechte, danach mehrfacher Rektor in Rostock
- Johannes de Berka, Kanoniker, Vicecancelarius und Professor der Theologie an der Universität zu Köln. De Berka starb im Jahr 1482.[31]
- Gerardus de Harderwijck († 1503), 1473–1501 Bursenregent der Burse Laurentiana sowie Professor der Philosophie, 1476, 1480, 1481 und 1486 als Dekan der Philosophischen Fakultät 1487/1488 Rektor der Universität
- Peter Rinck (* um 1430 in Köln; † 1501), 1484 an der Universität Pavia promovierter Jurist beider Rechte, dann Professor in Köln, Rektor 1484, lehrte bis zu seinem Tod in Köln
- Arnold von Tongern (um 1470–1540), Theologe, 1491 Professor der Artistenfakultät, 1509 Professor der Theologie, mehrmals Rektor
- Jakobus Greselius Professor der Artistenfakultät 1506 bis vermutlich 1533, 1511 Dekan
- Jakob van Hoogstraten, seit 1507 Regens der Generalstudien der Dominikaner und Theologieprofessor der Universität, Inquisitor
- Martin von Oedt, 1506 Professor für Kanonisches Recht, 1507 Vizekanzler, 1509 Offizial
- Hermann von dem Busche, 1506–16, erster Lutheraner an der Universität
- Bernhard von Hagen, Student seit Oktober 1503 (Montanerburse), 1504 Baccalaureus, 1506 Lizentiat dann Magister Artium, dann Jurastudium: 1513 Baccalaureus, 1515 Licentiat und Doctor beider Rechte (damit Professur), 1518 Dekan, Professor bis 1526 dann im Dienst des Erzbistums
- Henricus de Clivis, Prof. art. et theol. an der Universität zu Köln, starb im Jahr 1523.[32]
- Vitus Bysfetz de Zuchtelen, Dr. decretorum, war 1524 Rektor und Petrus de Bellinhusen, Dr. leg., im gleichen Jahr Vizekanzler der Universität.[32]
- Matthias Kremer, Theologe, seit 1533 Regens der Montanerburse
- Bernhard Goergen, war Dechant an St. Kunibert, Präsident des Hofgerichtes und Rektor der Universität zu Köln. Goergen starb im Jahr 1540.[31]
- Gisbert Longolius nach Studien in Köln und Italien (Medizin) in Köln Arzt, Autor und Professor für Griechisch 1538 bis 44
- Johann Oldendorp (* um 1488–1567) war von Juli 1538 bis 1540 Professor in Köln
- Justus Velsius (* um 1510; † nach 1581), niederländischer Humanist, Doktor der Medizin, Physiker und Mathematiker, war von Juni 1550 bis Dezember 1554 Professor für griechische und lateinische Sprache an der alten Universität
- Gerhard Matthisius (um 1522–1572), deutscher katholischer Theologe und Philosoph, 1546 bis 1557 Professor für Griechisch, 1558 bis 1572 Professor der Theologie, 1562 bis 1564 Rektor
- Jakob Lichius (* um 1527; † nach 1584), deutscher Humanist und von 1550 bis 1555 Professor an der Artistenfakultät der alten Universität
- Adam Tirctoris aus Kerpen lehrte an der Laurentianer-Burse. Er war 1557 Kanonikus zweiten Grades an St. Gereon und 22 Jahre Prediger im hohen Dom, sowie Pfarrer an St. Laurentius. Tirctoris machte einige Stiftungen, darunter eine für die Bibliothek der Universität. Er wurde 1572 von dieser zum Wortführer im Kampf gegen die protestantischen Geusen erkoren.[32]
- Conrad Orth ab Hagen, Jurist bis 1589, Dekan und Rektor
- Theobald Craschel, Theologe, Bursa Laurentiana, 1567/68 Rektor
- Martin Snellen (* 1542 in Deventer, † 1601 in Köln) Professor, war ab 1586 (bis zu seinem Tod) Vizekanzler[33]
- Stephan Brölmann (* 1551 in Köln; † 10. Nov. 1622 ebenda), bis zu seinem Tod über 20 Jahre lang in Köln Professor der Rechte[34]
- Theodor Riphan Theologe und Weihbischof, 1604/5 Rektor
- Johann Friedrich Matenesius (um 1580–1621), deutscher Historiker und Professor der Geschichte und der griechischen Sprache an der Universität
- Peter ter Lahn von Lennep, Licentiat, ab November 1622 Professor der Rechte in Köln[34]
- Arnold Gudenau, Doktor jur., 1621 zum Bannerherr der „Steinmetzen und Zimmerleutgaffel“ gewählt. 1624 Professor der Jurisprudenz an der Universität zu Köln, gestorben 1669.[35]
- Thomas Sergryphius (* vor 1600 in Florenz; † 4. Oktober 1630 in Köln) war Theologe und Magister
- Franz von Eick (* 1619 in Köln; † 1686 (nach anderer Quelle 1696) in Köln) war Kanoniker des Stiftes St. Gereon. Er promovierte im weltlichen und kirchlichen Recht und lehrte als Professor der juristischen Fakultät an der alten Universität zu Köln, zu deren Rektor er 1685 gewählt wurde.[36]
- Paul von Aussem,* 1616, studiert nach den Artes liberales bereits ab 1632 Theologie in Köln, 1635 Lic. theol., 1636 Professor an der Artistenfakultät (an der Montaner Burse), Rektor 1675, Generalvikar und ab 1676 Weihbischof
- Adam von dem Broich (* 1632, † 1686) Dr. jur., lehrte seit 1662 als Professor an der juristischen Fakultät der Kölner Universität und wurde an dieser mehrmals zum Dekan gewählt. Broich, der auch in der Politik aktiv war, saß von 1650 bis 1679 im Rat der Stadt und wurde 1681 Nachfolger des der Bestechung, Nötigung und Erpressung überführten Bürgermeisters Kreps. Broich verstarb 1686, er hatte nur diese erste Amtszeit.[37]
- Wilhelm Lovius, Professor an der Artistenfakultät seit 1645, Regens der Montanerburse ab 1658, Rektor 1683
- Johann Peter Gudenau, 1669 als Nachfolger seines Vaters ebenfalls Professor der Jurisprudenz an der Universität zu Köln und Bannerherr der gleichen Zunft. Gestorben im Jahr 1695.[35]
- Franz Kaspar von Franken-Siersdorf, Theologieprofessor seit 1711 und Regens der Laurentiana bis 1730, 1720 bis 1724 Rektor, Weihbischof in Köln
- Theodor Burchard Bartman 1735–1786 Professor beider Rechte, auch Dekan
- Gerhard Ernst von Hamm (1692–1776), ab 1722 Privatdozent, ab 1739 Professor des Bürgerlichen und des Staatsrechts, ab 1755 Professor Primarius
- Max Heinrich von Geyr Jurist und Domherr, Rektor 1773 bis 1776
- Johann Matthias Carrich, Theologe, 1769 Promotion zum Dr. theol. Professor der Theologie, 1788 bis 1793 Rektor
- Ferdinand Franz Wallraf, Professor der Medizin und der Botanik und Naturwissenschaften, letzter Rektor

## Bekannte Absolventen
- Petrus Spitznagel, 1428–1431, zeitweise auch Lehrtätigkeit, Karmelit, Theologe und Weihbischof im Bistum Speyer
- Arnold von Tongern (um 1470–1540), Theologe, Studium bis 1489
- Johann Lair Artistenfakultät ab 1492; Gründer der Universitätsdruckerei der Universität Cambridge
- Heinrich Scheve (um 1470–1554), deutscher Humanist und Geistlicher, war von 1510 bis 1519 an der Universität
- Andreas Kauxdorf (1470–1543), deutscher lutherischer Theologe der Reformation, Immatriktualtion 1498
- Konrad von Heresbach Studierte Jura ab 1512
- Arnoldus Vesaliensis (um 1484–1534), deutscher Humanist, ab 1516 an der Universität
- Siegmund von Prüstat († nach 1496), eingeschrieben 1481, Astrologe und prognostischer Schriftsteller
- Constantin von Lyskirchen, auch „Costyn“ genannt (* 1500 † 1581), studierte an der Universität zu Köln
- Hermann von Weinsberg, 1537, Abschluss eines Magister Artium und 1543 Jurist (Lizentiat der Jurisprudens)
- Janus Gulielmus (1555–1584), Philologe und Dichter
- Jakob Merlo-Horstius (1597–1644), römisch-katholischer Priester und Theologe
- Lothar Zumbach von Koesfeld (1661–1727), Mathematiker, Astronom und Musiker
- Wilhelm Arnold Günther (1763–1843), Weihbischof in Trier
- Heinrich Gottfried Wilhelm Daniels, 1775 Dr. jur. utr., Jurist in drei Zeitaltern, Erster Präsident des Rheinischen Appellationsgerichtshofes in Köln